# Crambus kazitaellus
Crambus kazitaellus là một loài bướm đêm trong họ Crambidae.